# Elektryczne Gitary
Elektryczne Gitary («Электрические гитары») — польская рок-группа, созданная в 1989 году в Варшаве музыкантами Рафалом Квасьневским (Rafał Kwaśniewski), Петром Лоеком (Piotr Łojek) и позднее присоединившимся к ним Якубом Сенкевичем.
Группа Elektryczne Gitary является одним из наиболее популярных музыкальных коллективов в Польше — к 2009 году было продано около 1,5 миллиона копий их альбомов. Творчество группы представляет собой сочетание простых рок-н-ролльных мелодий и сатирических текстов.
Основной автор музыки и текстов Elektryczne Gitary — Якуб Сенкевич. Лого группы — «электрический кот» (elektryczny kot) — рисунок, созданный Ярославом Козярой (Jarosław Koziara).

## История

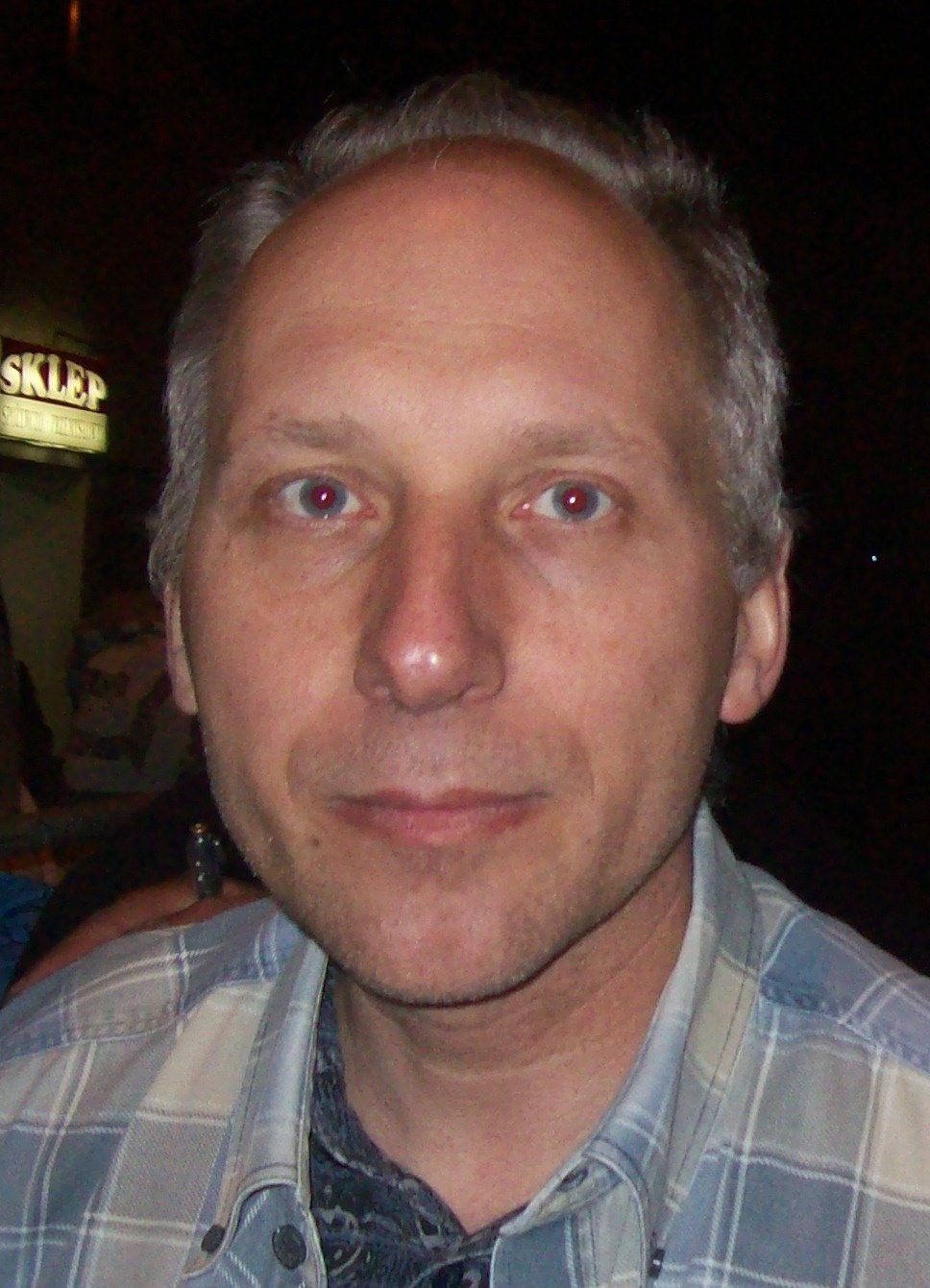
Солист группы — Якуб Сенкевич (2009)

Идея создания рок-группы, которая бы исполняла песни Якуба Сенкевича, появилась в 1989 году. Инициаторами создания группы, получившей название Elektryczne Gitary, стали гитарист Рафал Квасьневский и басист и клавишник Пётр Лоек. В качестве ударника в коллектив был приглашён Марек Канцлеж.
Пётр Лоек и Якуб Сенкевич познакомились задолго до создания группы — в 1977 году они вместе создали акустический дуэт SPIARDL (Stowarzyszenie Piosenkarzy i Artystów Robotniczych Działaczy Ludowych), а в 1987—1989 годах выступали вместе в недолго просуществовавшей группе Miasto.
Свой первый концерт Elektryczne Gitary сыграли 10 мая 1990 года в варшавском клубе Hybrydy. На первых выступлениях помимо композиций, сочинённых Сенкевичем, исполнялись также песни Станислава Сташевского (Stanisław Staszewski), Яцека Клейффа (Jacek Kleyff), Рафала Воячека (Rafał Wojaczek) и Яна Кшиштофа Келюса (Jan Krzysztof Kelus), кроме того, репертуар группы включал песни Петра Лоека. Группа очень скоро стала популярной, её песни «Włosy» и «Jestem z miasta» стали хитами польских музыкальных радиостанций. В 1991 году группа Elektryczne Gitary подписала контракт с фирмой звукозаписи Zic Zac, а в следующем году выпустила дебютный альбом Wielka radość. Уже во время работы над первым диском из группы ушёл Марек Канцлеж, его заменил ударник Роберт Врона из группы Immanuel. В процессе записи альбома Wielka radość к Elektryczne Gitary присоединился басист Томаш Гроховальский (игравший до этого в Closterkeller). В двух композициях («Będę szedł» и «Wszystko ch.») партии саксофона исполнил Александер Корецкий (Aleksander Korecki), который позднее с 1995 года стал постоянным участником группы.

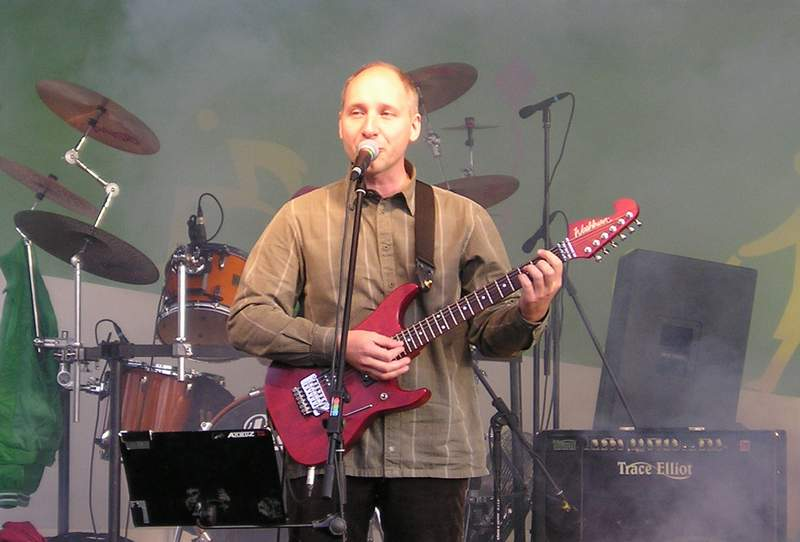
Elektryczne Gitary (2005)

В 1993 году был выпущен второй альбом группы A ty co уже без одного из основателей группы — во второй половине 1992 года Elektryczne Gitary покинул гитарист Рафал Квасьневский. Среди хитов альбома отмечаются «Wyszków tonie», «Nie pij Piotrek», «Dylematy» и «Dzieci». Альбом A ty co был не менее успешным, чем Wielka radość. Elektryczne Gitary дали несколько концертов в Чикаго и в Нью-Йорке. В 1994 году Сенкевич выпустил свой первый сольный альбом Od morza do morza, часть песен из него вошла в концертную программу группы Elektryczne Gitary. В этом же году из группы ушёл ударник Роберт Врона, вместо него был принят Ярослав Копець (Jarosław Kopeć). В 1995 году был издан альбом Huśtawki, не повторивший успеха первых двух дисков и нередко признаваемый как самый слабый в дискографии группы. Годом позднее Elektryczne Gitary записали концертный альбом Chałtury. Его выпустила компания PolyGram Polska / Universal Music Polska.
В 1997 году группа выпускает альбом Na krzywy ryj и звуковую дорожку Kiler к фильму Юлиуша Махульского Киллер. В 1999 году записывается Kiler-ów 2-óch — музыка к фильму Kiler 2, в записи принимает участие новый ударник Леон Падух. В этот период Якуб Сенкевич выпустил два своих сольных альбома — Źródło в 1998 году (преимущественно с версиями песен Яцека Клейффа) и Studio Szum в 2000 году.

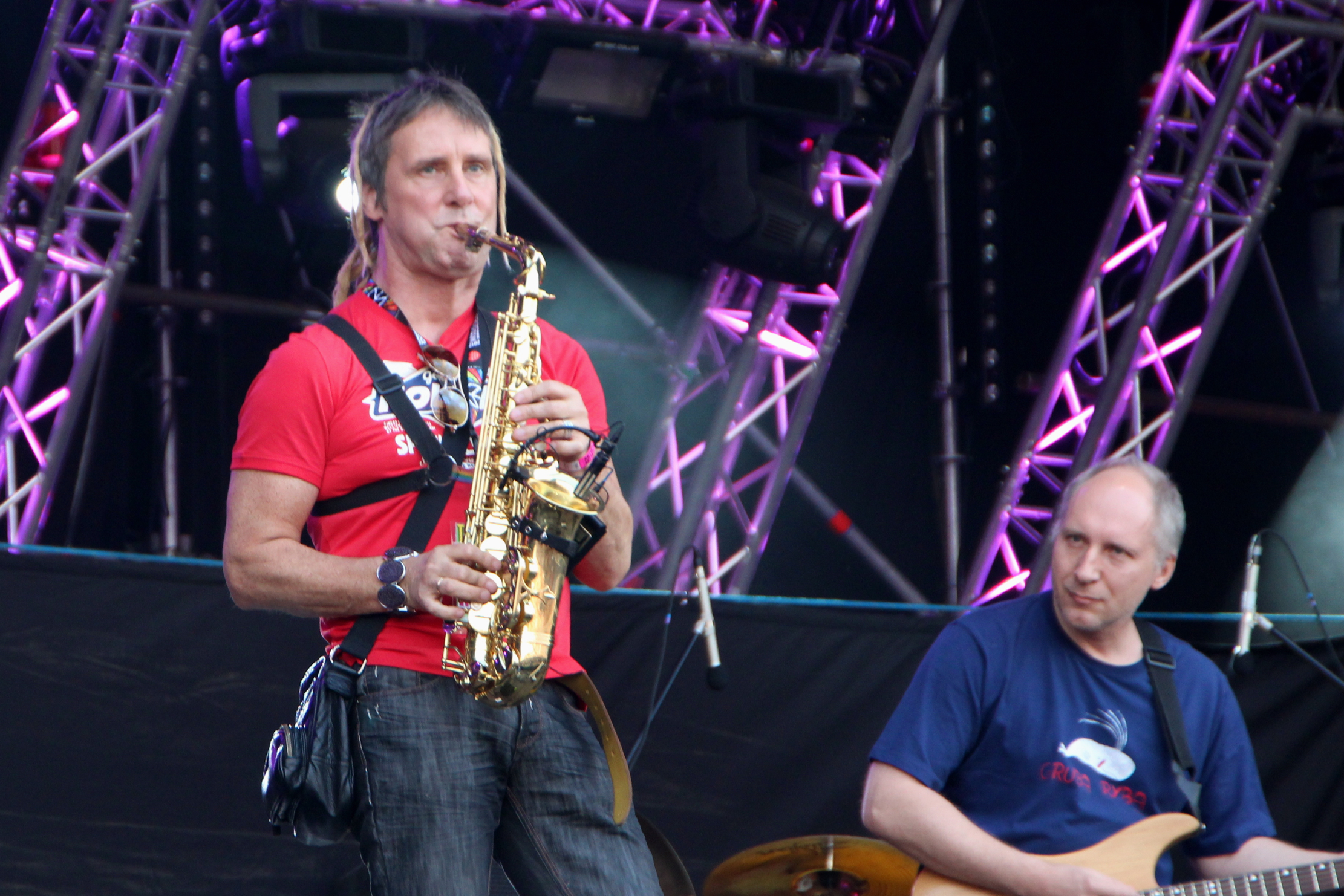
Якуб Сенкевич и Александер Корецкий. Przystanek Woodstock (2012)

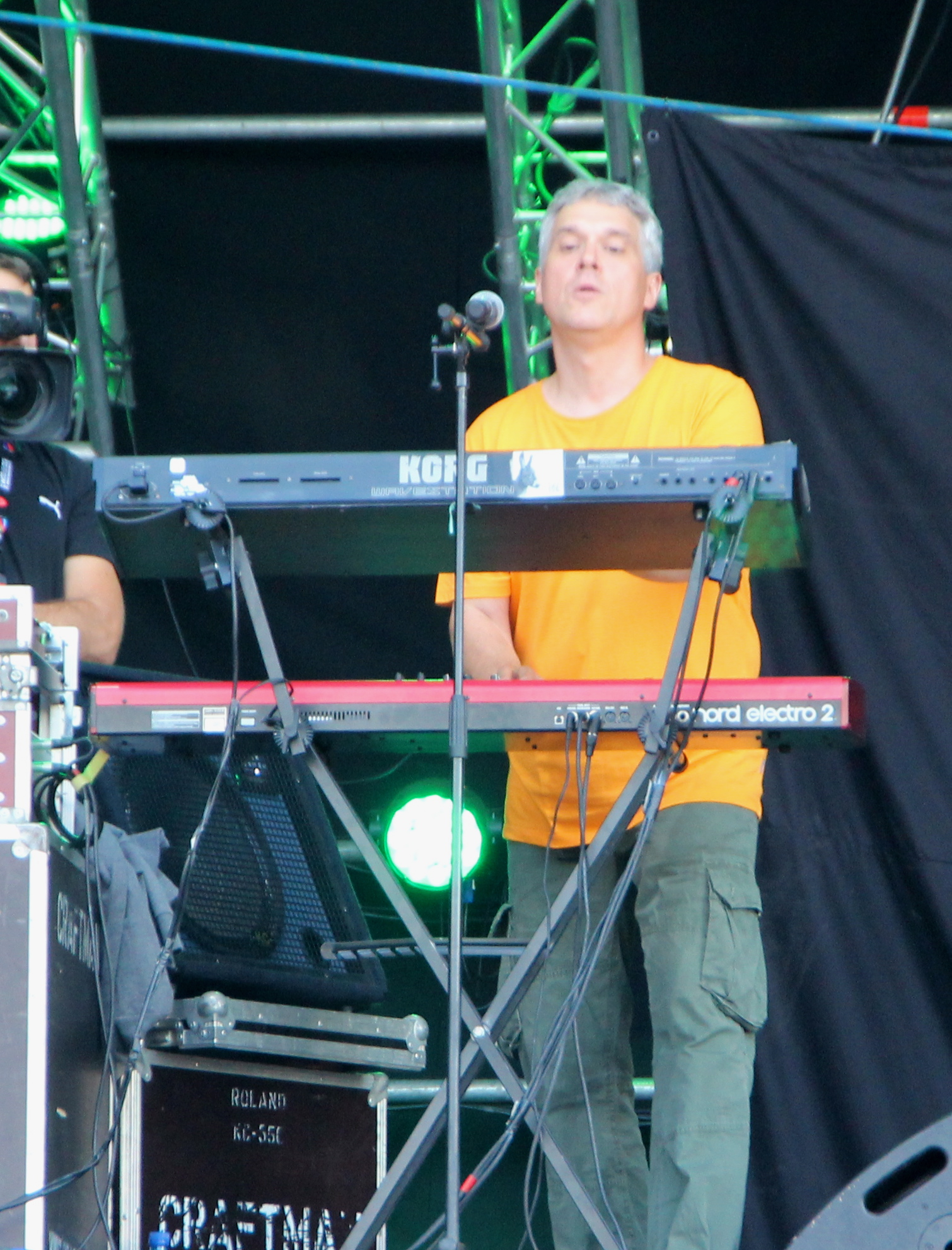
Пётр Лоек. Przystanek Woodstock (2012)

Осенью 2000 года выходит двойной альбом Słodka maska, который включал в себя диск со студийными записями — 14 композиций, в числе которых две песни Казимежа Гжесковяка (Kazimierz Grześkowiak) и диск с композициями в концертном исполнении, записанными во время выступлений группы 27 мая 2000 года в Познани и 10 июня 2000 года в Щецине. Видеоклип к песне «Nowa gwiazda» из соображений цензуры практически не транслировался на телевидении, что негативно сказалось на продвижении альбома.
31 мая 2001 года Якуб Сенкевич выпустил сольный альбом Kup pan cegłę — dla Amnesty International. В январе 2002 года был записан, а в марте этого же года издан, диск группы Elektryczne Gitary с музыкой к фильму Яцека Бромского Kariera Nikosia Dyzmy. 9 июня 2003 года состоялась премьера нового сольного альбома Якуба Сенкевича Powrót brata.
В 2006 году музыканты группы Elektryczne Gitary расторгли договор с компанией Universal Music Polska и подписали контракт с Warner Music Poland. 23 сентября 2006 года в Варшаве группа дала двухчасовой концерт, предваривший выход их нового альбома. Диск с названием Atomistyka, включавший 15 новых композиций, поступил в продажу 25 сентября. Для продвижения альбома был записан сингл «Czasy średnie», к песне «Kiedy mówisz człowiek» был снят видеоклип.
2 ноября 2010 года был издан альбом Historia при содействии Национального центра по культуре (Narodowe Centrum Kultury), диск выпустила компания EMI Music Poland. Historia содержит десять треков, каждый из которых посвящён историческим событиям, юбилей которых приходится на 2010 год. На композицию «Dywizjon 303» компания Yach Film сняла видеоклип.
1 августа 2011 года группа Elektryczne Gitary подписывает контракт со звукозаписывающей компанией EMI Music Poland, а 20 марта 2012 выпускает альбом Nic mnie nie rusza.
4 августа 2012 года группа выступила на восемнадцатом фестивале Woodstock в Костшине-над-Одрой. С 30 ноября 2012 года в продажу поступил DVD (вместе с CD) с записями этого концерта.

## Дискография

### Студийные альбомы
| Год  | Название                                                           | Позиция в чарте (Польша) | Сертификация (Польша)      |
| ---- | ------------------------------------------------------------------ | ------------------------ | -------------------------- |
| 1992 | Wielka radość - Дата: 1992 - Лейбл: Zic Zac                        | —                        | 2 x платиновый диск (1997) |
| 1993 | A ty co - Дата: 1993 - Лейбл: Zic Zac                              | —                        | платиновый диск (1996)     |
| 1995 | Huśtawki - Дата: 1995 - Лейбл: Zic Zac                             | —                        | золотой диск (1997)        |
| 1997 | Na krzywy ryj - Дата: 10 февраля 1997 - Лейбл: PolyGram Polska     | —                        | платиновый диск (1997)     |
| 2000 | Słodka maska - Дата: 3 ноября 2000 - Лейбл: Universal Music Polska | 30                       |                            |
| 2006 | Atomistyka - Дата: 25 сентября 2006 - Лейбл: Warner Music Poland   | 24                       |                            |
| 2010 | Historia - Дата: 2 ноября 2010 - Лейбл: EMI Music Poland           | 49                       |                            |
| 2012 | Nic mnie nie rusza - Дата: 20 марта 2012 - Лейбл: EMI Music Poland | 37                       |                            |

### Концертные альбомы
| Год  | Название                                                              |
| ---- | --------------------------------------------------------------------- |
| 1996 | Chałtury - Дата: 24 мая 1996 - Лейбл: PolyGram Polska                 |
| 2009 | Antena - Дата: 5 июня 2009 - Лейбл: Polskie Radio/Warner Music Poland |

### Звуковые дорожки к фильмам
| Год  | Название                                                                    |
| ---- | --------------------------------------------------------------------------- |
| 1997 | Kiler - Дата: 10 февраля 1997 - Лейбл: PolyGram Polska                      |
| 1999 | Kiler-ów 2-óch - Дата: 11 января 1999 - Лейбл: PolyGram Polska              |
| 2002 | Kariera Nikosia Dyzmy - Дата: 18 марта 2002 - Лейбл: Universal Music Polska |

### DVD
| Год  | Название                                                         |
| ---- | ---------------------------------------------------------------- |
| 2012 | Przystanek Woodstock - Дата: 30 ноября 2012 - Лейбл: Złoty Melon |

### Сборники
- 1997 — Nie jestem z miasta — de best of (Zic Zac/BMG)
- 1998 — Sława – de best 2 (Zic Zac/BMG)
- 2000 — Gold (Koch International)
- 2001 — Niepokonani (Universal Music Polska)
- 2007 — Gwiazdy XX Wieku (Sony BMG)

### Синглы
- 1991 — «Jestem z miasta» / «Włosy» (Wielka radość)
- 1992 — «Koniec» (Wielka radość)
- 1993 — «Dzieci» (A ty co)
- 1993 — «Dylematy» (A ty co)
- 1994 — «Serce jak pies» / «Marymoncki Dżon» (Huśtawki)
- 1996 — «Jestem o(d)padem atomowym» / «Idę do pracy» / «Jestem z miasta» (Chałtury)
- 1997 — «Co ty tutaj robisz» (Na krzywy ryj)
- 1997 — «Na krzywy ryj» (Na krzywy ryj)
- 1997 — «Ja jestem nowy rok» / Goń swego pawia (Na krzywy ryj)
- 1997 — «Kiler» (Kiler)
- 1998 — «Co powie Ryba» (Kiler-ów 2-óch)
- 1999 — «Nie jestem sobą» (Kiler-ów 2-óch)
- 1999 — «Ja mam szczęście» (Kiler-ów 2-óch)
- 1999 — «Zostań tu» (кавер «Only you» группы The Platters)
- 2000 — «Nowa gwiazda» (Słodka maska)
- 2000 — «Napady» (Słodka maska)
- 2001 — «Słodka laska — biała śmierć» (Słodka maska)
- 2002 — «Doktor Dyzma» (Kariera Nikosia Dyzmy)
- 2005 — «O słoneczku» (в рамках акции Czerniak — Stop)
- 2006 — «Nie urosnę» (Atomistyka)
- 2006 — «Czasy średnie» (Atomistyka)
- 2006 — «Kiedy mówisz człowiek» (Atomistyka)
- 2009 — «Dwudziestolatka» (при содействии Национального центра по культуре, Historia)
- 2009 — «Ucieczka 5:55» (при содействии Национального центра по культуре, Historia)
- 2010 — «Był NZS» (при содействии Национального центра по культуре, Historia)
- 2010 — «Dywizjon 303» (Historia)

## Участники группы

### Основной состав
- Якуб Сенкевич (с 1990) — гитара, вокал, музыка, тексты;
- Пётр Лоек (с 1990) — клавишные, гитара;
- Томаш Гроховальский (с 1992) — бас-гитара;
- Александер Корецкий (с 1995) — саксофон, флейта, перкуссия;
- Леон Падух (с 1997) — ударные;
- Яцек Вонсовский (с 2008) — лидер-гитара.

### Бывшие участники
- Рафал Квасьневский (с 1990 до 1992) — лидер-гитара;
- Марек Канцлеж (с 1990 до 1991) — ударные;
- Роберт Врона (с 1991 до 1994) — ударные;
- Ярослав Копець (с 1994 до 1997) — ударные.